# Cleistocactus smaragdiflorus

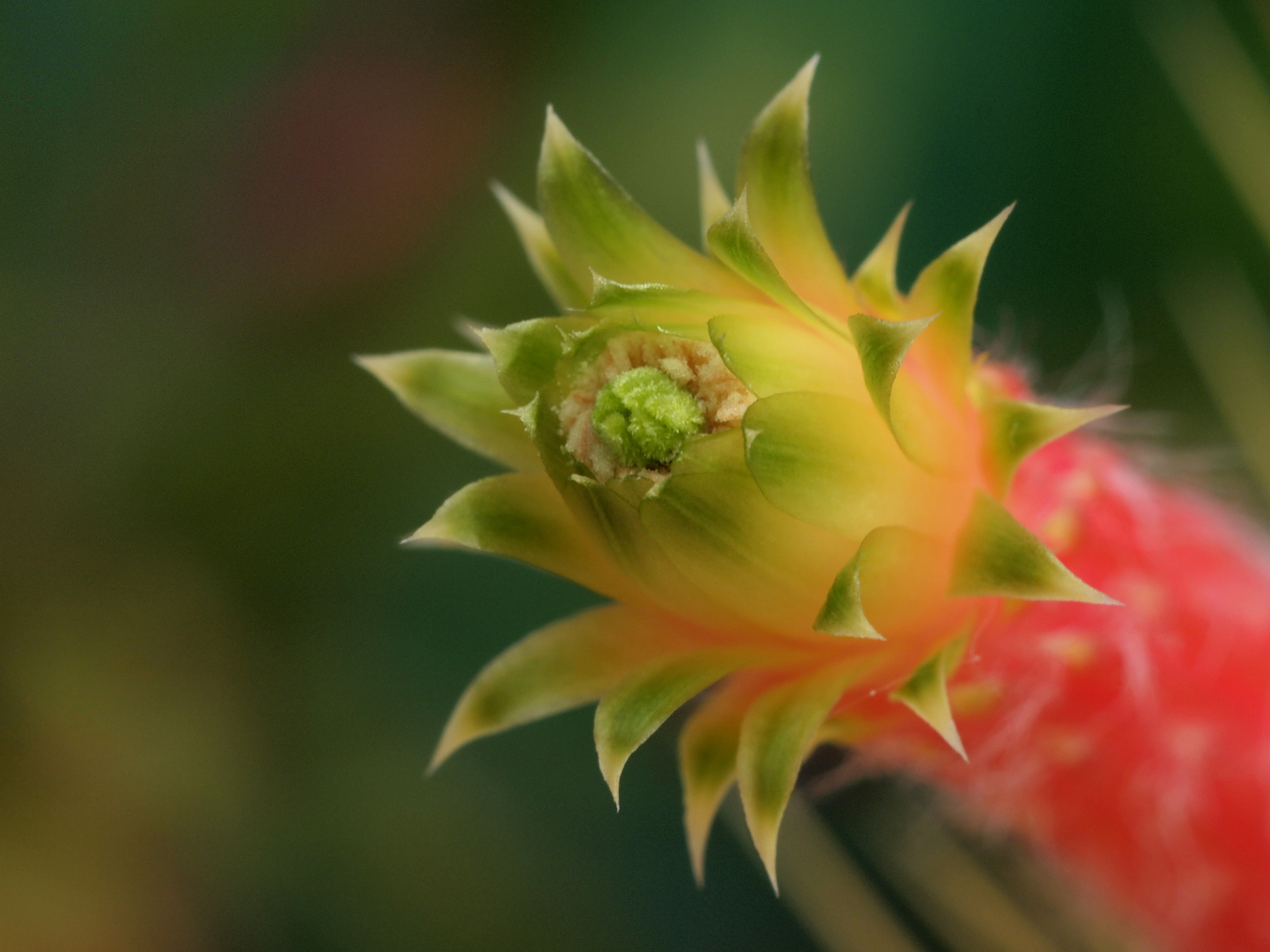
Blüte

Cleistocactus smaragdiflorus ist eine Pflanzenart in der Gattung Cleistocactus aus der Familie der Kakteengewächse (Cactaceae). Das Artepitheton smaragdiflorus bedeutet ‚mit smaragdgrünen Blüten‘.

## Beschreibung
Cleistocactus smaragdiflorus wächst strauchig mit an der Basis verzweigten, übergebogenen bis kriechenden Trieben und erreicht bei Durchmessern von 2 bis 3 Zentimetern Wuchshöhen von bis zu 1 Meter. Es sind 12 bis 14 niedrige Rippen vorhanden. Die 4 bis 6 gelblichen oder braunen Mitteldornen sind 1,5 bis 3,5 Zentimeter lang. Die 10 bis 34 Randdornen sind nadelig und bis 10 Millimeter lang.
Die röhrenförmigen, geraden Blüten sind abstehend, über dem Pericarpell etwas eingeschnürt und 4 bis 5 Zentimeter lang. Die Blütenröhre ist rot bis rosafarben. Die Blütenhüllblätter sind wenig ausgebreitet. Der Griffel ragt wenig aus der Blüte heraus. Die kugelförmigen Früchte erreichen Durchmesser von bis 1,5 Zentimetern.

## Verbreitung, Systematik und Gefährdung
Cleistocactus smaragdiflorus ist im bolivianischen Departamento Tarija sowie den argentinischen Provinzen Jujuy, Salta, Tucumán und Catamarca in Höhenlagen von 300 bis 1500 Metern verbreitet.
Die Erstbeschreibung als Cereus smaragdiflorus erfolgte 1894 durch Frédéric Albert Constantin Weber. Nathaniel Lord Britton und Joseph Nelson Rose stellten sie 1920 in die Gattung Cleistocactus. Weitere nomenklatorische Synonyme sind Cereus colubrinus var. smaragdiflorus F.A.C.Weber (1894), Cereus baumannii var. smaragdiflorus (F.A.C.Weber) K.Schum. (1897) und Cereus colubrinus var. smaragdiflorus (F.A.C.Weber) Rol.-Goss. (1904).
Cleistocactus smaragdiflorus ist nahe mit Cleistocactus ferrarii verwandt.
In der Roten Liste gefährdeter Arten der IUCN wird die Art als „Least Concern (LC)“, d. h. als nicht gefährdet geführt.

## Nachweise